# Typer af wrestlingkampe
Mange typer af wrestlingkampe, nogle gange kaldt for "konceptkampe" eller "gimmick"-kampe, eksisterer inden for wrestling. 
Nogle er populære og bliver brugt af forskellige wrestlingorganisationer ofte til stor glæde for fans, mens andre bliver skabt med det formål, at de kun bliver brugt én eller få gange i forbindelse med en særlig storyline inden for den enkelte wrestlingorganisation. I wrestling bruger man typisk sådan nogle specielle kampe som afslutning på en populær eller berygtet storyline. 
I løbet af wrestlinghistorien, der spænder over mange årtier, er der mange typer af wrestlingkampe, der er blevet genbrugt – mange gange under et nyt navn. Ofte er en gimmick-kamp en type af en tidligere lavet gimmick-kamp. 

## Singlekampe
En almindelig singlekamp, også kaldet en "one fall match", involverer to wrestlere mod hinanden. De kan vinde kampen enten ved pinfall eller ved at få modstanderen til at give op – uden selv at blive diskvalificeret eller talt ud af dommeren. En wrestler kan blive talt ud af dommer, hvis wrestleren er uden for ringen, og dommeren når at tælle til 10 (eller 20). I titelkampe er det almindeligt i wrestling, at den regerende mester vil forsvare titlen, selvom han er blevet diskvalificeret eller talt ud. 

### Falls count anywhere match
I en falls count anywhere match kan en wrestler vinde kampen ved pinfall eller ved at få modstanderen til at give op både oppe i eller uden for ringen. Under normale regler kan man kun opnå sejr oppe i ringen. Det betyder dermed også, at dommeren ikke kan tælle en wrestler ud, da wrestlerne gerne må opholde sig uden for ringen og rundt i arenaen. Ofte er en falls count anywhere match kombineret med en no disqualification match, så wrestlerne har lov til at bruge forskellige våben, som fx en stol eller andre objekter. 

### Handicap match
En handicap match er en singlekamp eller en tagteam-kamp, hvor der er flere wrestlere på den ene siden end på den anden, fx 2-mod-1 eller 3-mod-2. 

### Iron Man match
En Iron Man match er en kamp, hvor der sædvanligvis er en tidsgrænse på enten 10, 20, 30 eller 60 minutter. Den wrestler, der får flest decisions (dvs. fx pinfalls eller får modstanderen til at give op) vinder. Et klassisk eksempel på sådan en kamp er VM-titelkampen mellem Bret Hart og Shawn Michaels ved WrestleMania XII i 1996. 

## Hardcore-kampe
Hardcore-kampe er wrestlingkampe, hvor de almindelige regler inden for wrestling ikke gælder. Det er ofte kampe uden diskvalifikationer.

### Last man standing match
I en last man standing match er den eneste måde at vinde på ved knockout. I praksis betyder det, at wrestleren vinder, når hans modstander ikke er i stand til at stå på benene, når dommeren har talt til 10 i stil med en boksekamp. 

### No disqualification match
En no disqualification match, også kendt som en no holds barred match, er en kamp, hvor wrestlerne ikke kan blive diskvalificeret. Det betyder, at det er tilladt at bruge forskellige våben, som fx en stol. Det er i princippet også tilladt for andre wrestlere at løbe op i ringen og hjælpe. Forskellen fra en no disqualification match og andre hardcore-kampe er, at pinfall skal finde sted i ringen. Derudover er det også muligt for dommeren at tælle en wrestler ud.

### First blood match
En first blood match er en no disqualification match, hvor en wrestler kun kan vinde, hvis han får modstanderen til at bløde. I nogle tilfælde afgøres kampen, når en wrestler begynder at bløde, uanset hvem der er årsag til blødningen. Det vil sige, at andre ikke-involverede wrestlere kan blande sig og afgøre kampen.

## Kampe med betingelser

### Loser leaves town match
En loser leaves town match er en kamp, hvor taberen skal forlade "byen", dvs. wrestleren skal forlade den pågældende wrestlingorganisation eller brand (i World Wrestling Entertainment). Sådan nogle kampe blev ofte afholdt i National Wrestling Alliance, hvori wrestlere regelmæssigt skiftede fra den ene organisation til den anden. 

### Hair vs. hair match
En hair vs. hair match er en kamp, hvor taberen er tvunget til at få klippet alt sit hår af umiddelbart efter kampen. 

### Mask vs. mask match
En mask vs. mask match er en kamp, hvor taberen er tvunget til at tage sin maske af og afsløre sit eget ansigt til publikummet umiddelbart lige efter kampen. Denne type af wrestlingkamp er særligt populær i Mexico, hvor mange wrestlere kæmper med en maske som del af udstyret. Derudover bliver denne type også brugt i forbindelse med titelkampe i en såkaldt title vs. mask match, hvor udfordreren mister sin maske, hvis han ikke er i stand til at vinde titlen fra den regerende mester. 

### Retirement match
En retirement match er en kamp, hvor taberen er tvunget til at indstille karrieren eller til at forlade organisationen. Betingelsen er ofte påført begge wrestlere, men hvis det kun gælder den ene, kan kampen også kaldes en career threatening match, som fx det var tilfældet ved slutningen af Ric Flairs WWE-karriere i 2008. I wrestling gør wrestlere, der tidligere har tabt en retirement match, dog mere end ofte comeback senere hen, og netop Ric Flair havde i 1994 tabt en retirement match til Hulk Hogan, men gjorde comeback allerede i 1995. I 2008 tabte han endnu en retirement match mod Shawn Michaels, men vendte tilbage til ringen igen i 2009. 

## Kampe med våben

### Ladder match
En ladder match er en kamp, hvor der hænger en genstand (som regel et titelbælte) over ringen uden for rækkevidde af wrestlerne. Vinderen er den, der først er i stand til at klatre op ad en stige og få fat i genstanden eller bæltet. I World Wrestling Entertainment bruges denne kamptype ofte i en særlig udgave i forbindelse med den årlige money in the bank ladder match ved WrestleMania, hvor 6-8 wrestlere kæmper om en mappe, hvori der ligger en kontrakt på en VM-titelkamp. I 2010 afholdt organisationen også et pay-per-view-show med navnet Money in the Bank, hvor der var to af disse specielle kampe.

### King of the Mountain match
En King of the Mountain match kan bedst beskrives som en "omvendt ladder match". I stedet for at wrestleren skal få fat i fx et titelbælte, der hænger over ringen, skal wrestleren være den første, der bruger stigen til at hænge titelbæltet over ringen for at vinde. Wrestleren skal dog umiddelbart inden have lavet et pinfall på én af modstanderne eller fået én af dem til at give op for at få lov til at forsøge at hænge titelbæltet over ringen. Samtidig får den wrestler, der giver op eller får lavet et pinfall imod sig, en karantæne i to minutter og kan således ikke vinde kampen eller gøre skade i den periode. Denne kamptype er kendt fra Total Nonstop Action Wrestling.

### Tables match
En tables match er en kamp, hvor vinderen er den, der først får smidt modstanderen igennem et bord. Det vil sige, at wrestleren fx via et greb eller en anden offensiv manøvre kaster modstanderen igennem et bord, og bordet som følge heraf brækker midt over.
Også tagteams kan være med i en tables match, både under elimineringsregler eller med én afgørelse. En mere ekstrem udgave af en tables match hedder flaming tables match og kræver, at der bliver sat ild i bordet, inden modstanderen kastes igennem det. Der er ofte en tables match ved WWE's TLC: Tables, Ladders & Chairs. 

### Tables, ladders, and chairs match
En tables, ladders and chairs match, ofte forkortet en TLC match, er en kamp, hvor det er tilladt at bruge borde, stiger og stole.

### Chairs match
En chairs match er en kamp, hvor det er tilladt at bruge stole. 

### Strap match
En strap match er en kamp, hvor deltagerne er bundet sammen via en lang læderrem. Vinderen er den, der først slæber sin modstander rundt i alle ringens hjørner.

## Kampe med indhegning

### Steel cage match
Wrestlingkampe i et stålbur er én af de ældste typer af kampe brugt i wrestling. Den første kamp fandt sted i 1937 i USA, og dér var det ikke stål, men noget metaltråd, som man normalt bruger til at holde styr på kyllinger. I wrestling er en steel cage match en kamp, der bliver kæmpet i en wrestlingring omringet af stål. En wrestler kan vinde kampen ved pinfall, ved at få modstanderen til at give op eller kravle ud af buret og lande med begge ben på jorden uden for buret. 

### Elimination chamber match
En elimination chamber match er en kamp, der foregår i et elimineringskammer, som er et stort, rundt stålbur, der omringer ringen helt. Inden i buret er der fire rum, hvor fire af de seks wrestler starter med at vente på at komme i ringen. De to andre wrestlere starter kampen i ringen, og de fire wrestlere i rummene kommer enkeltvis ind i ringen hen ad vejen. En wrestler kan blive elimineret fra kampen ved pinfall eller ved at give op. Den sidste wrestler, der er tilbage, vinder. Den første elimination chamber match fandt sted i World Wrestling Entertainment ved Survivor Series i 2002 og blev derefter en tradition ved WWE's No Way Out. I 2009 skiftede WWE dog No Way Out-navnet ud med Elimination Chamber, og VM-titelkampene finder typisk sted i en elimination chamber match. 

### Hell in a cell match
En hell in a cell match er en kamp, hvor et stålbur er opsat rundt om ringen. I modsætning til en steel cage match er der et ståltag på buret, samt plads mellem ringen og buret inden i buret. En wrestler kan vinde kampen ved pinfall eller ved at få modstanderen til at give op. I 2009 begyndte World Wrestling Entertainment at sende et pay-per-view-show under navnet WWE Hell in a Cell, hvor de mest profilerede kampe blev kæmpet som hell in a cell-kampe.

## Kampe med container
I nogle kamp står der en form for container i nærheden af ringen, og så gælder det om at fange modstanderen i denne container. Det kan fx være en ambulance eller en kiste, og ofte tager kampen navn efter containeren. Kampene kæmpes ofte under hardcore-regler.

### Ambulance match
En ambulance match bliver kæmpet under hardcore-regler, og den eneste måde, man kan vinde på, er ved at fange modstanderen inde i en ambulance og lukke døren. og derefter køre modstanderen ud af bygningen.

### Buried alive match
En buried alive match er ligesom en No Disqualification match, men hvor det gælder om at få kastet sin modstander i en grav, der er placeret tæt ved ringen i noget jord. Når først modstanderen er placeret i graven, skal man dække ham til med jord, så han bliver begravet levende. Sædvanligvis skal der 10 skovlfulde jord til, før dommeren kårer en vinder. Skovle og trillebøre er ofte placeret ved siden af graven.

### Casket match
En casket match (tidligere også kendt som en coffin match) er en kamp, hvor der er placeret en kiste tæt ved ringen. Det gælder om at fange modstanderen nede i kisten og lukke låget. I tagteam-kampe skal hele holdet placeres i kisten, før en vinder og taber kan kåres.

## Kampe med flere/mange deltagere

### Three-way match
En three-way match, kendt som en triple threat match i World Wrestling Entertainment, er en kamp, hvor tre wrestlere kæmper mod hinanden med de samme regler som i en almindelig singlekamp. I World Championship Wrestling kaldte man nogle gange denne kamp for en triangle match, og kampen havde den forskel fra en three-way match, at den inkluderede specielle tag-regler (ligesom i tagteam-kampe). Den ene af de tre deltagere stod altså uden for ringen og skulles tagges ind i kampen af én af sine modstandere. I en triangle match var det kun muligt at vinde kampen, hvis man var én af de to wrestlere, der lovligt var tagget ind. En anden lignende type er en three-way dance, hvor de to tilbageværende wrestlere fortsætter en almindelig singlekamp, når den første er blevet elimineret (i stil med en four corners match).

### Four-way match
En four-way match, kendt som en fatal four-way match i World Wrestling Entertainment, er en kamp, hvor fire wrestler kæmper mod hinanden med de samme regler som i en almindelig singlekamp. Hvis de fire deltagere bliver elimineret én efter én, som de får en afgørelse imod sig, kaldes kampen for en four corners match. Der findes også eksempler på lignende kampe, hvor der deltager både seks (six-pack challenge) og otte deltagere (8 ball challenge), men disse kæmpes ofte med tag-regler ligesom en triangle match. 

### Battle royal
En battle royal er en kamp med mange wrestlere, hvor wrestlere bliver elimineret, når de er kastet over det øverste reb og lander med begge ben på gulvet. I en battle royal starter alle wrestlere i ringen samtidig. World Wrestling Entertainment har siden 1988 afholdt en årlig Royal Rumble Match med 30 wrestlere, hvor kun to wrestlere starter i ringen, og resten kommer ind i ringen med 90 (eller 120) sekunders mellemrum. World Championship Wrestling havde i 1990'erne en 60 Man Battle Royal, hvor 60 wrestlere blev fordelt i tre ringe. I WCW startede alle wrestlerne i de tre ringe samtidig. I både WWE og WCW får vinderen som regel en VM-titelkamp. 

### WarGames
WarGames er en kamp, der foregår i to ringe omringet af et lukket stålbur med tag. Der er to hold med fire eller fem wrestlere på hvert. Én wrestler fra hvert hold starter i ringen, og herefter kommer én wrestler ind i buret med to minutters mellemrum til alle wrestlere fra begge hold er i ringen. Herefter kan kampen kun vindes, når en wrestler fra det andet hold giver op. Denne kamptype blev kendt i National Wrestling Alliance og World Championship Wrestling, hvor den var en fast tradition ved WCW's Fall Brawl fra 1993 til 1998. 

### Lethal lockdown
I Total Nonstop Action Wrestling foregår en lethal lockdown i en ring med et stålbur omkring, og kampen minder meget om WCW's WarGames. I lethal lockdown er dog kun én ring, og til at starte med er der ikke noget tag. To hold bestående af fem wrestlere møder hinanden og kommer ind i ringen skiftevis. Når alle wrestler er i ringen, kommer der et tag ned fra arenaloftet med en masse våben, fx stole, borde og skraldespande. Man kan vinde kampen via pinfall eller ved at få en wrestler fra modstanderholdet til at give op. Lethal lockdown bruges som regel ved TNA's Lockdown, men også ved andre pay-per-view-shows, fx Bound for Glory. 

### Survivor Series match
En Survivor Series match er en elimineringskamp, der er kendt fra World Wrestling Entertainment, hvor Survivor Series har været navnet på et fast pay-per-view-show hvert år i november siden 1987. En Survivor Series match minder om en tagteam-kamp, men med den forskel, at en wrestler forlader kampen, når han får en afgørelse imod sig. Kampen består af to hold med fire eller fem wrestlere på hvert hold, og vinderholdet er det hold, der har én eller flere deltagere tilbage ("survivors" eller "overlevere"), når kampen er forbi (og modstanderholdet har mistet alle sine deltagere).